# Turbinaria reniformis

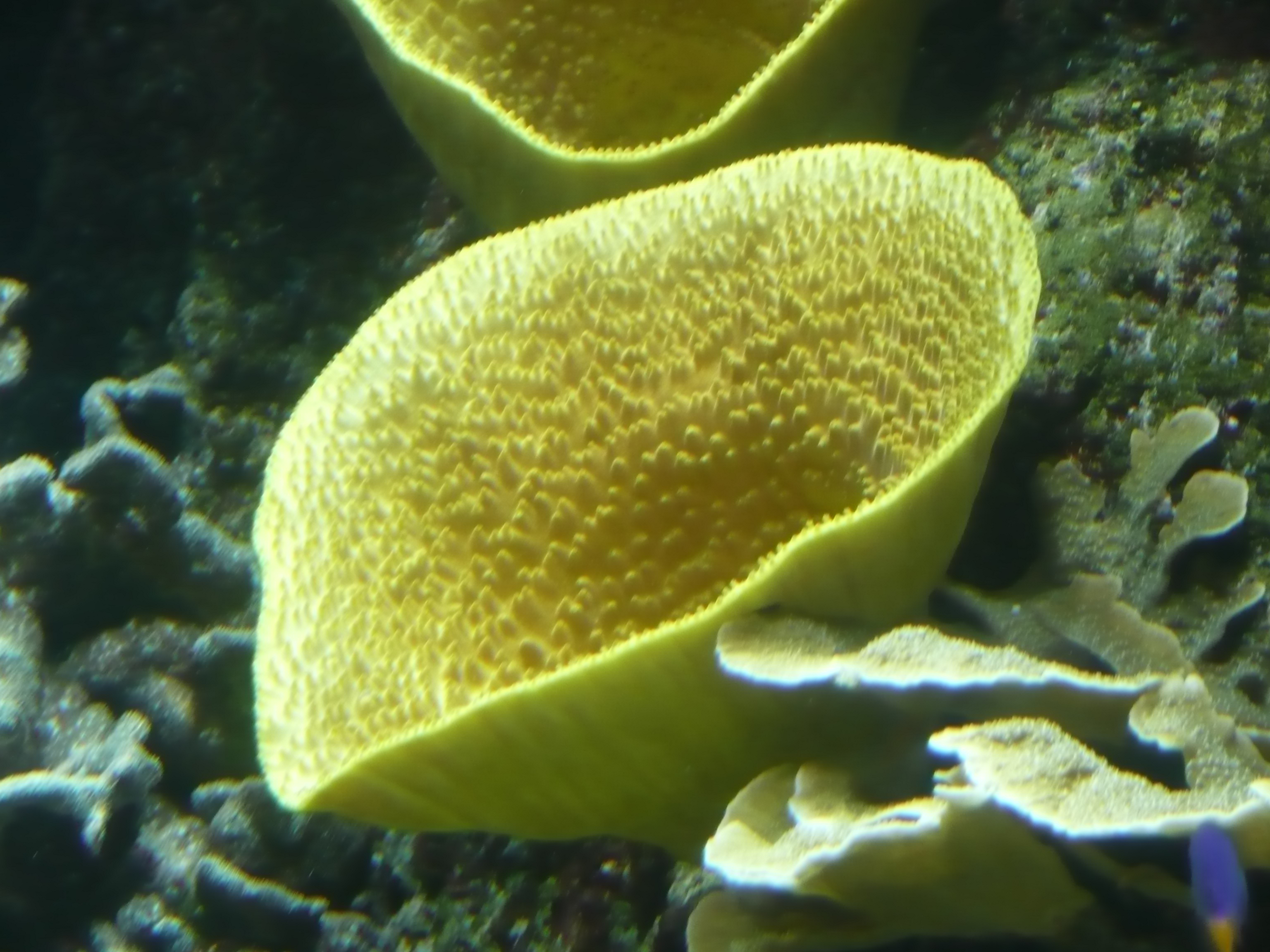

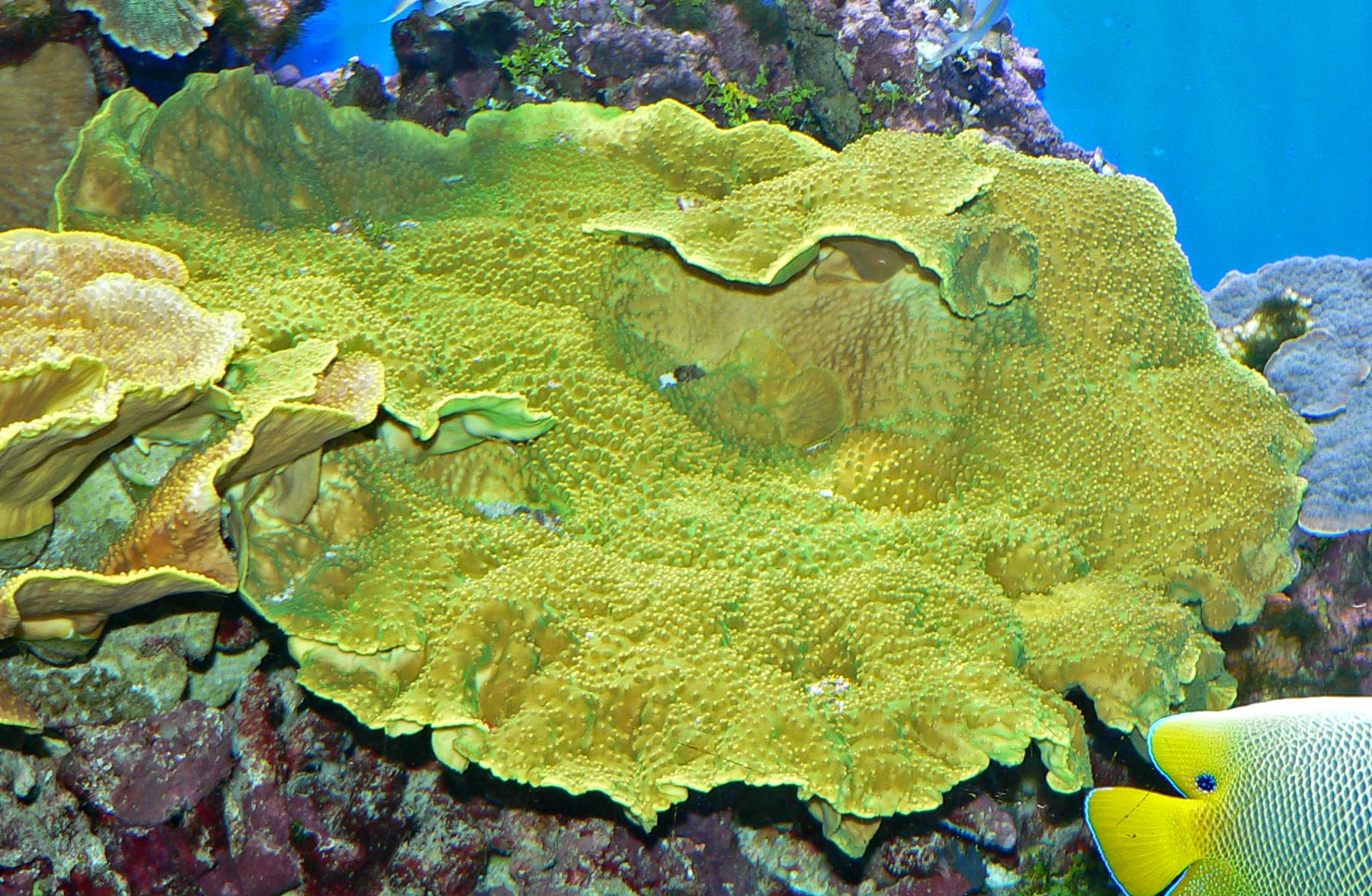

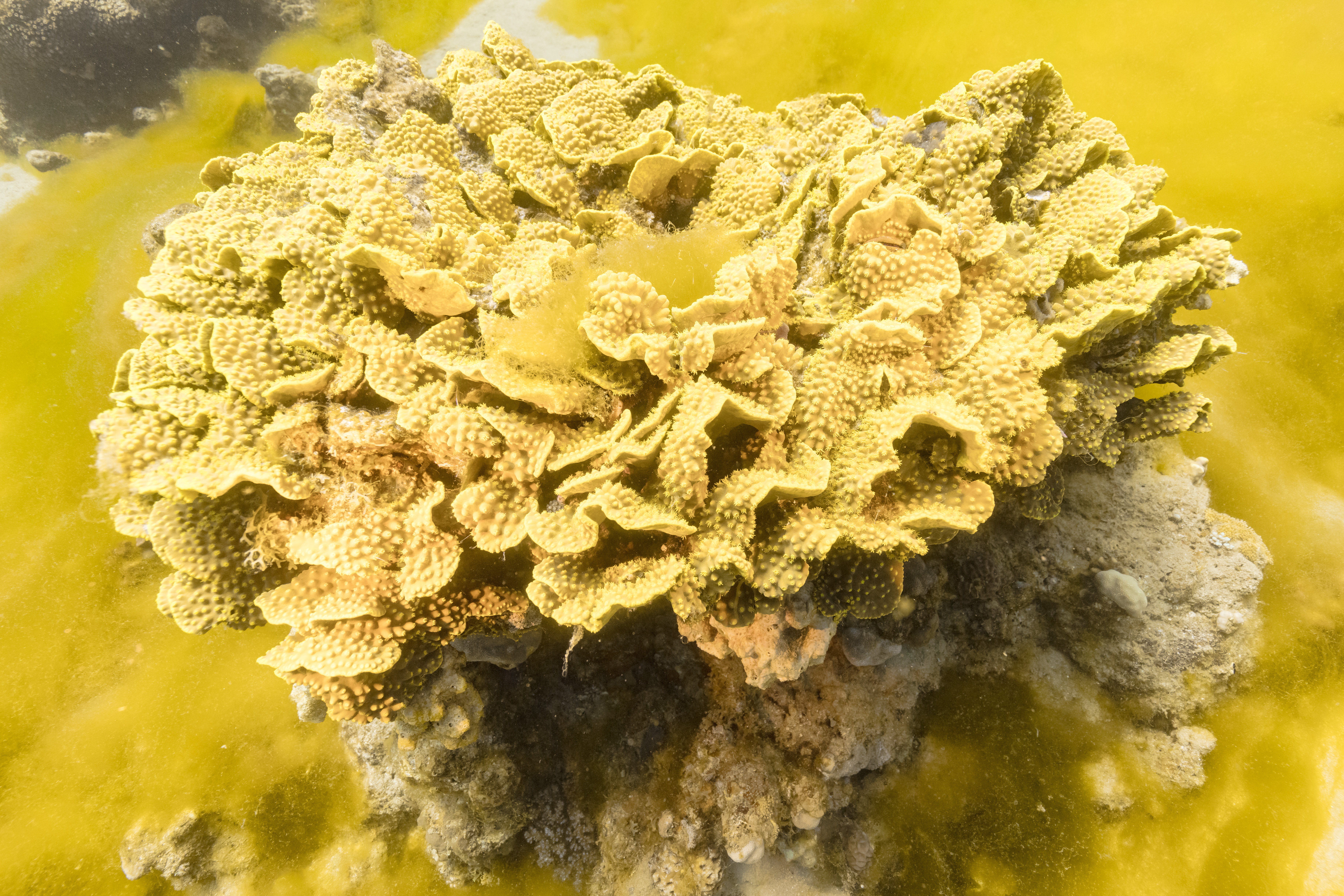
Ejemplar en el mar Rojo.

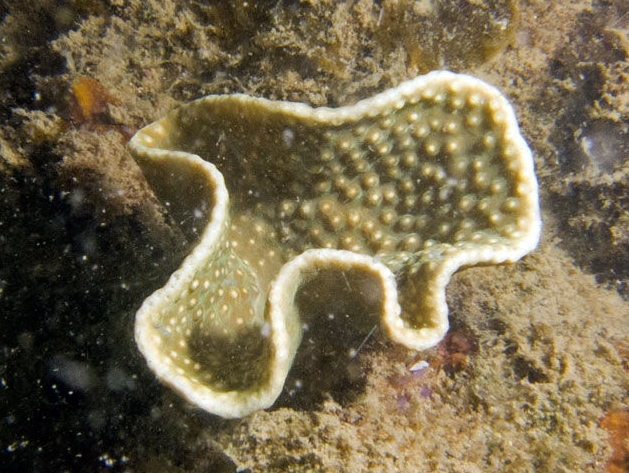
Turbinaria reniformis en Koh Phangan, Tailandia.

Turbinaria reniformis es una especie de coral duro, de la familia Dendrophylliidae, orden Scleractinia.
Este género se encuadra en los corales hermatípicos, que tienen algas zooxantelas y son constructores de arrecifes.

## Morfología
Como todas las especies del género, fácilmente reconocible pero con gran plasticidad fenotípica, dependiendo de las condiciones de las corrientes e iluminación, que las hace difícilmente diferenciables entre sí. A menudo con formas espirales en forma de jarrón o extendiéndose como frondes a modo de hojas, abanicos o pliegues. En algunos casos, presentan masas irregulares constituidas por capas de placas lobuladas. De color marrón, amarillo o verde.
Con esqueleto esponjoso y poroso. Los coralitos, que emergen sólo en una cara, son redondos y están inmersos, con la misma estructura que el coenesteum circundante, y miden entre 1,5 y 2,5 mm de diámetro. Los septa son cortos y limpios.
Tentáculos generalmente extendidos sólo durante la noche, y con semejanza a una flor.
Los pólipos son muy pequeños y están muy espaciados en la superficie de la colonia. Presentan unas células urticantes denominadas nematocistos, empleadas en la caza de presas microscópicas de fitoplancton. Su coloración varía del marrón al verde, pasando por el amarillo.
Normalmente su tamaño es de entre 20 y 50 cm de diámetro, pero en ocasiones mucho mayor. Algunas colonias tienen varios metros de diámetro.

## Alimentación
Los pólipos contienen algas simbióticas; mutualistas (ambos organismos se benefician de la relación) llamadas zooxantelas. Las algas realizan la fotosíntesis produciendo oxígeno y azúcares, que son aprovechados por los pólipos, y se alimentan de los catabolitos del coral (especialmente fósforo y nitrógeno). Esto les proporciona entre el 75 y el 95% de sus necesidades alimenticias. El resto lo obtienen atrapando plancton microscópico y materia orgánica disuelta del agua.

## Reproducción
Se reproducen tanto asexualmente, por gemación, como sexualmente, liberando gran cantidad de esperma y huevos a la columna de agua, donde, una vez producida la fertilización, las larvas planctónicas deambulan por el agua arrastradas por las corrientes, antes de metamorfosearse en pólipos sésiles y generar una nueva colonia.

## Hábitat y distribución
Su distribución geográfica comprende el Indo-Pacífico, desde Somalia, Kenia, Madagascar, Mar Rojo, el Golfo Arábigo y el Pacífico oeste.
Es especie nativa de Arabia Saudí; Australia; Baréin; Birmania; Camboya; Cocos (Islas Keeling); Comoros; Islas Cook; Egipto; Emiratos Árabes Unidos; Eritrea; Filipinas; Fiyi; Guam; India; Indonesia; Irán; Irak; Israel; Japón; Jordania; Kenia; Kiribati; Kuwait; Madagascar; Malasia; Islas Marianas del Norte; Islas Marshall; Mauritius; Mayotte; Micronesia; Mozambique; Nauru; isla Navidad; Nueva Caledonia; Niue; Omán; Pakistán; Palaos; Papúa Nueva Guinea; Polinesia; Catar; Reunión; Samoa; Seychelles; Singapur; Islas Salomón; Somalia; Sri Lanka; Sudán; Taiwán(China); Tanzania; Tailandia; Tokelau; Tonga; Tuvalu; Vanuatu; Vietnam; Wallis y Futuna; Yemen y Yibuti.
Se ubican en zonas soleadas del arrecife, laderas y zonas costeras rocosas, entre 0 y 40 m de profundidad, aunque es más común entre 2 y 15 m. Suelen habitar en aguas turbias.

## Mantenimiento
Los Turbinaria son razonablemente robustos y agradecidos, tanto a la luz, como a la corriente. Una luz de moderada a alta satisfará a la mayoría de las colonias aclimatadas al acuario. Respecto a la corriente, parecen ser agradecidas a cualquier tipo, ya que adaptan su crecimiento al medio que les rodea.

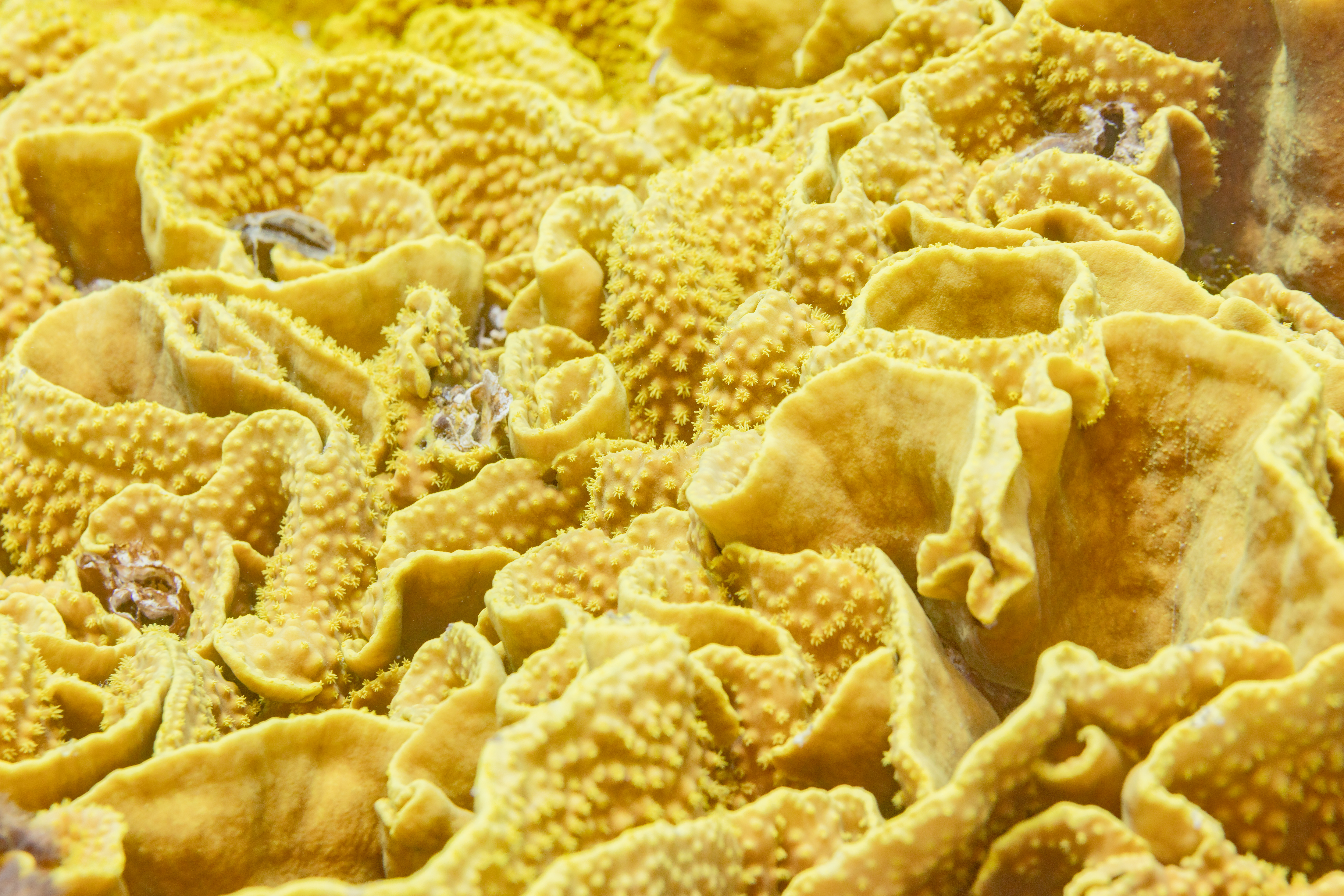
Detalle.

Es un género poco agresivo con otros corales. De todos modos, cuando se le molesta, desprende un mucus que puede dañar a otros corales próximos. Aunque tengan zooxantelas, hay que alimentarlos con microplancton, al menos dos veces por semana.

## Conservación
Como todos los corales, esta especie está incluida en el Apéndice II de CITES. T. reniformis está ampliamente distribuida y, a veces, es común en su rango. Las tendencias de la población son desconocidas, pero se pueden inferir a tenor de la degradación del hábitat, debido principalmente al cambio climático y a la acidificación del océano. Esta estimación de la degradación del hábitat, más la reducción del 36% de la población en tres generaciones, o 30 años, son los parámetros que han determinado a la Unión Internacional para la Conservación de la Naturaleza, UICN, a incluir la especie en la categoría de Vulnerable, bajo el criterio A4c.

### Acciones de conservación
Partes del rango de distribución de la especie están incluidas en áreas marinas protegidas. Las medidas para la conservación de la especie incluyen investigaciones sobre taxonomía, población, abundancia y tendencias, estado ecológico y del hábitat; amenazas y resiliencia a las mismas; identificación, establecimiento y gestión de nuevas áreas protegidas, expansión de las existentes; reproducción artificial y crio-conservación de gametos.